# Бюст А. С. Пушкина (Брест)
Бюст Александру Сергеевичу Пушкину (бел. Аляксандру Сяргеевічу Пушкіну) — бюст в городе Бресте, Белоруссия. Посвящён русскому поэту, драматургу, прозаику заложившему основы русского реалистического направления, критику и теоретику литературы, историку, публицисту; одному из самых авторитетных литературных деятелей первой трети XIX века. Открыт 11 октября 2019 года. Проектирование и строительство бюста выполнено в подарок от российского военно-исторического общества к 1000-летию Бреста и 220-летию со дня рождения поэта

## История
Инициатива установки бюста принадлежала Генеральному консулу России в Бресте И.Конякину. Композиция изготовлена московским скульптором Виталием Шановым в соавторстве с супругой Дарьей Успенской. Скульпторы отмечают: 
При создании бюста мы использовали наброски автопортрета самого поэта. Наша мысль была в том, чтобы показать, как Пушкин творит, и муза летает, и рифмы кружатся. На мой взгляд, это нам удалось
Изначально бюст планировалось установить на пересечении Бульвара Космонавтов и улицы Пушкина у главного корпуса Брестского государственного университета, который носит имя А. С. Пушкина, однако впоследствии место установки бюста было изменено. Руководство университета предложило перенести бюст к старому корпусу университета, который располагается на улице Мицкевича.
Начиная с сентября, высокий забор у стен университета был демонтирован, и рабочие приступили к работам по благоустройству территории, прилегающей к старому корпусу университета им. А. С. Пушкина.

## История открытия
Торжественное открытие бюста состоялось 11 октября 2019. Среди высокопоставленный гостей, приглашённых на открытие, выступили председатель брестского облисполкома Брестской области Анатолий Лис, Чрезвычайный и уполномочный посол Российской Федерации в Республике Беларусь Дмитрий Фёдорович Мезенцев. Председатель бресткого облисполкома Анатолий Лис заявил:
Символично, что этот бюст и этот скверик расположены на улице, названной в честь нашего и польского поэта, уроженца Беларуси Адама Мицкевича. Мицкевич и Пушкин часто встречались, оба они являются классиками мировой культуры и были очень похожи. Когда я впервые увидел портрет Мицкевича работы художника Ваньковича, сразу подумал, что это Пушкин
Глава российской дипмиссии отметил, что бюст является подарком военно-исторического общества и всего народа РФ 1000-летнему Бресту. А скверик, заложенный возле университета по решению городских властей, может и должен стать хорошим местом притяжения для людей творческих, в том числе поэтов, художников, музыкантов

Стороны отметили:
Памятник должен олицетворять собой простую истину: судьбы братских народов России и Беларуси неразрывны, они скреплены общей многовековой историей, нерушимой дружбой, взаимной поддержкой, самой идеей о принадлежности к одной цивилизации. <...> Народы Беларуси и России вместе смотрят в будущее и укрепляют Союзное государство

## Критика
Вокруг установки бюста Пушкина ещё задолго появились противники. Постфактум, споры разгорелись уже в сети: белорусы недоумевали, зачем Бресту памятник русского поэта, «снова говорили о „поглощении Россией Беларуси“, пытались припомнить, когда Пушкин проезжал через Брест.» «Позор такому государству, что чтит чужих героев. Боливар, Высоцкий, Невский, Пушкин… И ни одного за годы независимости памятника Быкову, Короткевичу, Тарашкевичу, Савичу и так далее»